# Couffé

Couffé este o comună în departamentul Loire-Atlantique, Franța. În 2009 avea o populație de 2,254 de locuitori.